# Lamprocryptidea fuscipennis
Lamprocryptidea fuscipennis là một loài tò vò trong họ Ichneumonidae.